# 다케다 약품공업
다케다 약품(일본어: 武田薬品工業株式会社)는 일본 최대의 제약기업이며, 매출액 기준 세계 9위 규모의 다국적 제약기업이다. 항암제, 위장관질환, 중추신경계, 백신 분야에 집중하고 있다.
2019년 아일랜드 제약회사 샤이어를 460억 파운드(약 620억 달러)라는 거액을 주고 인수하여 세계 9위의 제약회사로 발돋움하였다.